# Katolička Crkva na Filipinima
Katolička Crkva na Filipinima dio je svjetske Katoličke Crkve, pod duhovnim vodstvom pape i Rimske kurije. Najbrojnija je vjerska zajednica na Filipinima.
Na Filipinima ima 75,5 milijuna katolika (2011.), što katoličanstvo čini dominantnom religijom. Filipini su 4. država na svijetu, s najviše katolika, nakon Brazila, Meksika i SAD-a. Filipini su jedna od samo dvije azijske države, koje su pretežno katoličke. Druga takva država je Istočni Timor, ali je puno manji.
U 16. i 17. stoljeću, Španjolska je imala tri glavna cilja za okupaciju filipinskih otoka. Jedan je bio kolonizirati Filipine i sudjelovati u trgovini začina, kojom je dominirao Portugal. Drugo, Španjolska je htjela koristiti geografski položaj Filipina u trgovini s Kinom i Japanom te treće širiti katoličanstvo.
Nekoliko čimbenika otežavalo je Španjolcima širenje kršćanstva diljem arhipelaga. Neadekvatan broj misionara na otocima, teško je dolazio do svih ljudi. Tome je pridonio i težak put do Filipina. Neki svećenici razboljeli su se ili godinama čekali priliku za putovanje. Za neke je klima bila nepodnošljiva. Neki misionari radije su željeli ići u Japan ili Kinu. Španjolci su također imali sukobe s kineskim stanovništvom na Filipinima.
U novije vrijeme, bio je sukob države i Crkve, za vrijeme diktatora Ferdinanda Marcosa. Crkva se otvoreno protivila određenim zakonima, koje je donio Marcos i stala je na stranu pobunjenika, koji su svrgnuli Marcosa, nakon čega je izbjegao iz zemlje.
Crkva i država danas održavaju općenito srdačne odnose usprkos različitih mišljenjima o specifičnim pitanjima. Uz jamstvo vjerske slobode na Filipinima, katolički svećenici ostaju u političkoj pozadini, ali imaju moralni utjecaj osobito tijekom izbora. Politički kandidati još uvijek traže potporu Crkve, iako to ne jamči pobjedu na izborima.
Sjedište nadbiskupa Filipina je Katedrala u Manili. Filiipine su posjetili pape Grgur XIII., Pavao VI. i bl. papa Ivan Pavao II.